# Cocurès
Cocurès är en kommun i departementet Lozère i regionen Occitanien i södra Frankrike. Kommunen ligger i kantonen Florac som tillhör arrondissementet Florac. År 2017 hade Cocurès 190 invånare.

## Befolkningsutveckling
Antalet invånare i kommunen Cocurès
| Referens: INSEE |